# Żebranie

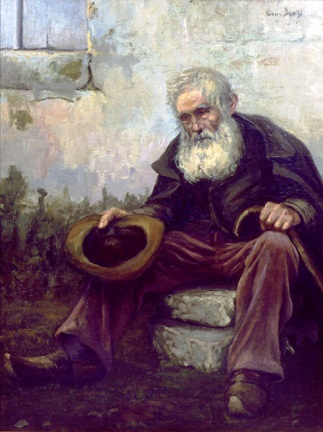
Louis Dewis, „Stary żebrak”, 1916

Żebranie – proszenie w miejscu publicznym o dobrowolne wsparcie materialne bez oferowania czegokolwiek w zamian (np. towaru lub usługi). 
Może łączyć się z włóczęgostwem.

## Polskie prawo wykroczeń
Wykroczenie stanowi żebranie osoby, która ma środki do życia lub jest zdolna do pracy, a także żebranie w sposób oszukańczy lub natarczywy.
Natarczywość przejawia się w zaczepianiu i nagabywaniu przechodniów, uniemożliwianiu im przejścia w celu otrzymania datku. Pod tym pojęciem mieści się również kierowanie wulgaryzmów pod adresem osób, które nie ofiarowały jałmużny. Sposób oszukańczy to wprowadzanie w błąd przechodniów w celu wzbudzenia w nich litości. Zabiegi te mogą polegać na żebraniu w grupie dzieci, udawaniu kalectwa, umieszczaniu fałszywej informacji o ciężkim stanie zdrowia.
Zakazane jest także nakłanianie do żebrania małoletniego lub osoby bezradnej albo pozostającej w stosunku zależności lub oddanej pod opiekę nakłaniającego (art. 104 Kodeksu Wykroczeń).